# إنرون
إنرون (بالإنجليزية: Enron)‏ كانت إحدى كبريات شركات الطاقة الأمريكية أعلنت إفلاسها في كانون الأول/ديسمبر من سنة 2001 عقب إقرارها بممارسات محاسبية مريبة ويعد هذا الإفلاس الأكبر في تاريخ الولايات المتحدة الأمريكية.
شركة إنرون هي شركة أمريكية للطاقة والسلع والخدمات مقرها هيوستن، تكساس. تأسست في عام 1985 كدمج بين هيوستن ناتشورال جاس وإنترنورث، وكلاهما شركتان إقليميتان صغيرتان نسبيًا. قبل إفلاسها في 3 ديسمبر 2001، كانت إنرون توظف ما يقرب من 29000 موظف وكانت شركة رئيسية للكهرباء والغاز الطبيعي والاتصالات ولب الورق والورق، بإيرادات مزعومة تقارب 101 دولار مليار خلال عام 2000. صنفت مجلة Fortune إنرون «الشركة الأمريكية الأكثر ابتكارًا» لست سنوات متتالية.
في نهاية عام 2001، تم الكشف عن أن الحالة المالية التي أبلغت عنها شركة إنرون قد تم الحفاظ عليها من خلال عملية احتيال محاسبية مؤسسية ومنهجية وخلاقة، عُرفت منذ فضيحة إنرون. أصبحت إنرون منذ ذلك الحين مثالاً معروفًا على الفساد والاحتيال المتعمد للشركات. أثارت الفضيحة أيضًا تساؤلات حول ممارسات وأنشطة المحاسبة للعديد من الشركات في الولايات المتحدة وكانت عاملاً في سن قانون ساربينز أوكسلي لعام 2002. أثرت الفضيحة أيضًا على عالم الأعمال الأكبر من خلال التسبب في حل شركة آرثر أندرسن للمحاسبة، والتي كانت المدقق الرئيسي لشركة إنرون لسنوات.

## التاريخ

### أصول ما قبل الاندماج (1925-1985)

#### انترنورث
كان InterNorth أحد أسلاف إنرون الأساسيين، الذي تم تشكيله في عام 1930، في أوماها، نبراسكا بعد بضعة أشهر فقط من الثلاثاء الأسود. ساعدت التكلفة المنخفضة للغاز الطبيعي وإمدادات العمالة الرخيصة خلال فترة الكساد الكبير على تغذية بدايات الشركة المبكرة. تضاعف حجم الشركة بحلول عام 1932 وتمكنت من جلب أول غاز طبيعي إلى ولاية مينيسوتا. على مدار الخمسين عامًا التالية، توسعت شركة نورثرن بشكل أكبر حيث استحوذت على العديد من شركات الطاقة. أعيد تنظيمها في عام 1979 كشركة فرعية رئيسية لشركة قابضة، InterNorth، والتي كانت شركة منتجات ذات صلة بالطاقة والطاقة المتنوعة. على الرغم من أن معظم عمليات الاستحواذ التي أجريت كانت ناجحة، إلا أن بعضها انتهى بشكل سيء. تنافست InterNorth مع Cooper Industries بشأن استحواذ عدائي على شركة Crouse-Hinds، وهي شركة تصنيع منتجات كهربائية. لم تنجح InterNorth في النهاية حيث اشترى Cooper Crouse-Hinds. تنازع Cooper و InterNorth على العديد من الدعاوى أثناء عملية الاستحواذ التي تمت تسويتها في النهاية بعد اكتمال الصفقة. قامت الشركة الفرعية Northern Natural Gas بتشغيل أكبر شركة لخطوط أنابيب الغاز الطبيعي في أمريكا الشمالية. بحلول الثمانينيات، أصبحت InterNorth قوة رئيسية لإنتاج الغاز الطبيعي ونقله وتسويقه بالإضافة إلى سوائل الغاز الطبيعي، وكان مبتكرًا في صناعة البلاستيك. في عام 1983، اندمجت InterNorth مع شركة Belco Petroleum Company، وهي شركة Fortune 500 للتنقيب عن النفط وتطويره أسسها Arthur Belfer .

#### هيوستن للغاز الطبيعي
تأسست شركة هيوستن للغاز الطبيعي (HNG) في البداية من شركة هيوستن أويل في عام 1925 لتوفير الغاز للعملاء في سوق هيوستن من خلال بناء خطوط أنابيب الغاز. تحت قيادة الرئيس التنفيذي روبرت هيرينج من عام 1967 إلى عام 1981، أصبحت الشركة قوة مهيمنة كبيرة في صناعة الطاقة مع شبكة خطوط أنابيب كبيرة نتيجة لفترة نمو مزدهرة في أوائل إلى منتصف السبعينيات. كان هذا النمو إلى حد كبير نتيجة لاستغلال سوق الغاز الطبيعي في تكساس غير المنظم وزيادة السلع في أوائل السبعينيات. قرب نهاية السبعينيات، بدأ حظ HNG في النفاد مع ارتفاع أسعار الغاز مما أجبر العملاء على التحول إلى النفط. بالإضافة إلى ذلك، مع تمرير قانون سياسة الغاز الطبيعي لعام 1978، كان من الصعب تحقيق الربح من سوق تكساس ونتيجة لذلك، انخفضت أرباح HNG. بعد وفاة Herring في عام 1981، تولى MD Matthews لفترة وجيزة منصب الرئيس التنفيذي في فترة 3 سنوات مع نجاح أولي، ولكن في النهاية، أدى الانخفاض الكبير في الأرباح إلى تركه. في عام 1984، خلف كينيث لاي ماثيوز ورث تكتل الطاقة المضطرب ولكن الكبير المتنوع.

#### الاندماج
أصبحت InterNorth، في نجاحها المحافظ، هدفًا لعمليات الاستحواذ على الشركات، وكان أبرزها مهاجم الشركة Irwin Jacobs.  اكتشف الرئيس التنفيذي لشركة InterNorth Sam Segnar، أثناء بحثه عن شركة للاندماج معها لدرء محاولات الاستحواذ على أنها حبوب سامة، مادة HNG. في مايو 1985، استحوذت Internorth على HNG مقابل 2.3 مليار دولار، بزيادة 40٪ عن سعر السوق الحالي،  أجل تجنب محاولة الاستحواذ على الشركات. ستنشئ الأصول المجمعة للشركتين ثاني أكبر نظام لأنابيب الغاز في ذلك الوقت في الولايات المتحدة. خطوط الأنابيب بين الشمال والجنوب في Internorth التي خدمت ولايتي أيوا ومينيسوتا مكملة لخطوط أنابيب HNG في فلوريدا وكاليفورنيا.

#### نهوض ما بعد الاندماج (1985-1991)
تم تسمية الشركة في البداية باسم "HNG / InterNorth Inc."، على الرغم من أن InterNorth كانت من الناحية الفنية الشركة الأم. في البداية، كان Segnar هو الرئيس التنفيذي لفترة قصيرة، قبل أن يتم فصله من قبل مجلس الإدارة حيث تم اختيار Lay ليكون الرئيس التنفيذي الجديد. نقل لاي المقر الرئيسي للشركة الجديدة إلى عاصمة الطاقة هيوستن. ثم شرعت الشركة في العثور على اسم جديد، وأنفقت ما يزيد عن 100000 دولار في مجموعات التركيز والاستشارة قبل اقتراح "Enteron". تم رفض الاسم في النهاية بسبب تشابهه الواضح مع الأمعاء واختصاره إلى «إنرون». (كان الشعار المميز أحد المشاريع الكبرى الأخيرة لمصمم الجرافيك الأسطوري بول راند قبل وفاته عام 1996.)  ومع ذلك، لا تزال إنرون تواجه بعض المشكلات العالقة المتبقية من اندماجها. كان على الشركة أن تدفع لجاكوبس، الذي كان لا يزال يمثل تهديدًا، أكثر من 350 مليون دولار وأن تعيد تنظيم الشركة. باع Lay أي
أجزاء من الشركة يعتقد أنها لا تنتمي إلى مستقبل Enron على المدى الطويل. قام Lay بتوحيد جميع جهود خط أنابيب الغاز تحت شركة Enron Gas Pipeline Operating Company. بالإضافة إلى ذلك، بدأت الشركة في تكثيف جهودها في مجال الطاقة الكهربائية والغاز الطبيعي. في عامي 1988 و 1989، بدأت الشركة في إضافة محطات توليد الطاقة ووحدات التوليد المشترك إلى محفظتها. في عام 1989، جاء جيفري سكيلينج، الذي كان مستشارًا في شركة ماكينزي وشركاه، بفكرة ربط الغاز الطبيعي بالمستهلكين بطرق أكثر، وتحويل الغاز الطبيعي إلى سلعة بشكل فعال. تبنت إنرون الفكرة وأطلقت عليها اسم «بنك الغاز». دفع نجاح القسم سكيلنج للانضمام إلى إنرون كرئيس لبنك الغاز في عام 1991. كان التطور الرئيسي الآخر داخل إنرون هو بداية محور الشركة إلى الخارج الذي تم توسيعه في التسعينيات. ابتداءً من عام 1989، تلقت الشركة قرضًا بقيمة 56 مليون دولار من مؤسسة الاستثمار الخاص لما وراء البحار (OPIC) لإنشاء محطة طاقة في الأرجنتين.

#### 1980s
- اللوائح الجديدة تنشئ تدريجياً نظام تسعير السوق للغاز الطبيعي يوفر الأمر رقم 436 (1985) الصادر عن هيئة تنظيم الطاقة الفيدرالية (FERC) موافقة شاملة على خطوط الأنابيب التي تختار أن تصبح ناقلات عامة لنقل الغاز داخل الولاية. يعمل أمر FERC رقم 451 (1986) على تحرير فوهة البئر، ويصرح أمر FERC رقم 490 (أبريل 1988) للمنتجين وخطوط الأنابيب وغيرهم بإنهاء مبيعات الغاز أو مشترياته دون الحصول على موافقة FERC المسبقة. نتيجة لهذه الطلبات، يتم إجراء أكثر من 75٪ من مبيعات الغاز من خلال السوق الفورية، وهناك تقلبات غير مسبوقة في السوق.[15]

#### يوليو 1985
- تم دمج شركة هيوستن للغاز الطبيعي، التي يديرها كينيث لاي، مع شركة Internorth، وهي شركة غاز طبيعي في أوماها، نبراسكا، لتشكيل خط أنابيب غاز طبيعي بين الولايات وداخل الولايات مع ما يقرب من 37000 ميل من خط الأنابيب.[15]

#### نوفمبر 1985
- إنتُخب لاي رئيساً لمجلس الإدارة والرئيس التنفيذي للشركة المندمجة، كما اختارت الشركة اسم "Enron" بعد رفض "Enteron".[16]

#### 1986
- نقل مقر الشركة إلى هيوستن، حيث يعيش كين لاي. إنرون هي شركة نفط وغاز طبيعي.
- رؤية إنرون: أن تصبح خط أنابيب الغاز الطبيعي الأول في أمريكا [16]

#### 1987
أعلنت شركة إنرون أويل، وهي عملية تسويق نفطية مزدهرة لشركة إنرون، عن خسارة قدرها 85 مليون دولار في ملفات 8-K. تم إخفاء الخسارة الحقيقية البالغة 142 دولارًا - 190 مليون دولار حتى عام 1993. أقر اثنان من كبار المديرين التنفيذيين لشركة إنرون أويل في فالهالا بنيويورك بالذنب في تهم الاحتيال وتقديم إقرارات ضريبية كاذبة. واحد يخدم الوقت في السجن.

#### 1988
- تم تحديد التحول الرئيسي في إستراتيجية الشركة - لمتابعة أسواق غير منظمة بالإضافة إلى أعمال خطوط الأنابيب المنظمة - في اجتماع أصبح يعرف باسم اجتماع تعال إلى يسوع .
- Enron تدخل سوق الطاقة في المملكة المتحدة بعد خصخصة صناعة الكهرباء هناك. أصبحت أول شركة أمريكية تبني محطة طاقة، محطة طاقة تيسايد، في بريطانيا العظمى.

#### 1989
- أطلقت إنرون بنك الغاز، الذي سيديره الرئيس التنفيذي جيف سكيلينج في عام 1990، والذي يسمح لمنتجي الغاز ومشتري الجملة بشراء إمدادات الغاز من الشركة والتحوط من مخاطر الأسعار في نفس الوقت.[17]
- تبدأ إنرون في تقديم التمويل لمنتجي النفط والغاز.[15]
- شركة Transwestern Pipeline Company، المملوكة لشركة Enron، هي أول خط أنابيب تجاري في الولايات المتحدة يتوقف عن بيع الغاز ويصبح خط أنابيب للنقل فقط.[15]

#### 1990
- إنرون تطلق خطة لتوسيع أعمال الغاز الطبيعي الأمريكية في الخارج [15]
- إنرون تصبح صانع سوق للغاز الطبيعي في الولايات المتحدة. بدء تداول العقود الآجلة والخيارات في بورصة نيويورك التجارية وعبر السوق المقابلة باستخدام الأدوات المالية مثل المقايضات والخيارات.[15]
- قام كين لاي وريتش كيندر بتوظيف جيف سكيلنج من شركة ماكينزي آند كومباني ليصبح الرئيس التنفيذي لخدمات الغاز إنرون، «بنك الغاز» التابع لشركة إنرون. تحولت شركة Enron Gas Services في النهاية إلى شركة Enron Capital and Trade Resources (ECT).[15]
- قام Jeff Skilling بتعيين Andrew Fastow من الصناعة المصرفية؛ بدأ كمدير حساب وسرعان ما ترقى في صفوف ECT [15]

#### 1991
- تتبنى إنرون ممارسات محاسبية خاصة بالسوق، والإبلاغ عن الدخل وقيمة الأصول بتكلفة استبدالها [15]
- أصبحت Rebecca Mark رئيس مجلس الإدارة والرئيس التنفيذي لشركة Enron Development Corp. وهي وحدة تم تشكيلها لمتابعة الأسواق الدولية [16]
- يشكل Andy Fastow أولى الشراكات العديدة خارج الميزانية العمومية لأغراض مشروعة. في وقت لاحق، ستصبح الشراكات والمعاملات خارج الميزانية العمومية وسيلة لإخفاء المشاريع الخاسرة وتسريع الإبلاغ عن الدخل.[15]

#### 1992
- إنرون تستحوذ على ترانسبورتادورا دي غاز ديل سور [15]

#### 1991-2000
على مدار التسعينيات، أجرت إنرون بعض التغييرات على خطة أعمالها التي أدت إلى تحسن كبير في الربحية المتصورة للشركة. أولاً، استثمرت إنرون بكثافة في الأصول الخارجية، وخاصة الطاقة. كان التحول الرئيسي الآخر هو الانتقال التدريجي للتركيز من منتج للطاقة إلى شركة عملت بشكل أكبر مثل شركة استثمارية وأحيانًا صندوق تحوط، مما يجعل الأرباح من هوامش المنتجات التي يتم تداولها. تم تداول هذه المنتجات من خلال مفهوم بنك الغاز، الذي يسمى الآن Enron Finance Corp. برئاسة Skilling.

#### العمليات كشركة تجارية
مع النجاح الذي حققه بنك الغاز في تداول الغاز الطبيعي، تطلع سكيلنج إلى توسيع آفاق قسمه، إنرون كابيتال آند تريد. استأجرت شركة Skilling Andrew Fastow في عام 1990 للمساعدة في ذلك.

#### الدخول إلى سوق الطاقة بالتجزئة
ابتداءً من عام 1994 بموجب قانون سياسة الطاقة لعام 1992، سمح الكونجرس للولايات بتحرير مرافق الكهرباء الخاصة بها، مما سمح لها بالانفتاح على المنافسة. كانت ولاية كاليفورنيا واحدة من هذه الولايات للقيام بذلك. كانت إنرون، التي ترى فرصة مع ارتفاع الأسعار، حريصة على القفز إلى السوق. في عام 1997، استحوذت إنرون على شركة بورتلاند جنرال إلكتريك (PGE). على الرغم من أنها إحدى خدمات أوريغون، إلا أنها كانت قادرة على البدء في خدمة سوق كاليفورنيا الهائل نظرًا لأن PGE كانت أداة منظمة. عزز قسم Enron الجديد، Enron Energy، جهوده من خلال تقديم خصومات للعملاء المحتملين في كاليفورنيا لتحويل مورد الكهرباء الخاص بهم إلى Enron من موردهم السابق، بدءًا من عام 1998. بدأت Enron Energy أيضًا في بيع الغاز الطبيعي للعملاء في ولاية أوهايو وطاقة الرياح في ولاية أيوا. ومع ذلك، في عام 1999، أنهت الشركة مساعي البيع بالتجزئة، حيث قدمت الطاقة بالجملة فقط حيث تم الكشف عن أنها كانت تنفق ما يزيد عن 100 مليون دولار سنويًا.

#### إدارة البيانات
مع تقدم تقنية الألياف الضوئية في التسعينيات، حاولت العديد من الشركات، بما في ذلك Enron، جني الأموال من خلال "الحفاظ على انخفاض تكاليف الشبكة المستمرة"، وهو ما تم من خلال امتلاك شبكتها الخاصة. في عام 1997، قامت شركة FTV Communications LLC، وهي شركة ذات مسؤولية محدودة تأسست من قبل شركة FirstPoint Communications، Inc. التابعة لشركة Enron، ومجموعة Williams Communications Group، Inc. وTouch America . أنشأت FTV شبكة ألياف بصرية بطول 1380 ميلاً بين بورتلاند ولاس فيغاس. في عام 1998، شيدت إنرون مبنى في منطقة متهدمة في لاس فيجاس بالقرب من إي صحارى، مبنية مباشرة فوق "العمود الفقري" لكابلات الألياف الضوئية التي تقدم الخدمة لشركات التكنولوجيا على الصعيد الوطني. كان للموقع القدرة على إرسال "مكتبة الكونغرس بأكملها إلى أي مكان في العالم في غضون دقائق" ويمكنه بث "فيديو إلى ولاية كاليفورنيا بأكملها". كان الموقع أيضًا أكثر حماية من الكوارث الطبيعية من مناطق مثل لوس أنجلوس أو الساحل الشرقي. وفقًا لوول ستريت ديلي، "كان لدى إنرون سر،" أرادت التجارة في عرض النطاق الترددي مثل تداول النفط والغاز والكهرباء، إلخ. أطلقت خطة سرية لبناء قدر هائل من قدرة نقل الألياف البصرية في لاس فيجاس ... كان كل ذلك جزءًا من خطة إنرون لامتلاك الإنترنت بشكل أساسي. "  سعت إنرون إلى جعل جميع مزودي خدمة الإنترنت في الولايات المتحدة يعتمدون على منشآتهم في نيفادا لتوفير عرض النطاق الترددي، والذي ستبيعه إنرون بطريقة مماثلة للسلع الأخرى.
في كانون الثاني (يناير) 2000، أعلن كينيث لاي وجيفري سكيلينج للمحللين أنهما بصدد فتح التداول من أجل «شبكات الألياف الضوئية عالية السرعة الخاصة بهم والتي تشكل العمود الفقري لحركة الإنترنت». سرعان ما اشترى المستثمرون أسهم إنرون بعد الإعلان «كما فعلوا مع معظم الأشياء المتعلقة بالإنترنت في ذلك الوقت»، حيث ارتفعت أسعار الأسهم من 40 دولارًا للسهم في يناير 2000 إلى 70 دولارًا للسهم في مارس، وبلغت ذروتها عند 90 دولارًا في صيف عام 2000. حصل المسؤولون التنفيذيون في إنرون على مكاسب غير متوقعة من ارتفاع أسعار الأسهم، حيث تم بيع ما مجموعه 924 مليون دولار من الأسهم من قبل موظفي إنرون رفيعي المستوى بين عامي 2000 و 2001. باع رئيس خدمات إنرون برودباند، كينيث رايس، مليون سهم بنفسه، وحقق عوائد بنحو 70 مليون دولار. نظرًا لانخفاض أسعار كابلات الألياف الضوئية الحالية بسبب الفائض الهائل في العرض، مع وجود 5٪ فقط من 40 مليون ميل من الأسلاك النشطة، اشترت Enron «الألياف الداكنة» غير النشطة، وتوقع شرائها بتكلفة منخفضة ومن ثم إجراء الربح مع زيادة الحاجة إلى مزيد من الاستخدام من قبل مزودي الإنترنت، مع توقع إنرون تأجير الألياف المظلمة المكتسبة في عقود 20 عامًا لمقدمي الخدمات. ومع ذلك، ستستخدم محاسبة Enron التقديرات لتحديد مقدار الألياف المظلمة الخاصة بها عند «الإضاءة» وتطبيق تلك التقديرات على دخلها الحالي، وإضافة إيرادات مبالغ فيها إلى حساباتها نظرًا لأن المعاملات لم تتم بعد ولم يكن معروفًا ما إذا كانت الكابلات سيكون نشطًا على الإطلاق. كانت تجارة إنرون مع شركات الطاقة الأخرى في سوق النطاق العريض هي محاولتها لجذب شركات الاتصالات الكبيرة، مثل Verizon Communications، إلى مخطط النطاق العريض الخاص بها لإنشاء سوقها الجديد.
بحلول الربع الثاني من عام 2001، كانت Enron Broadband Services تعلن عن خسائر. في 12 مارس 2001، تم إلغاء صفقة مقترحة مدتها 20 عامًا بين Enron وBlockbuster Inc. لدفق الأفلام عند الطلب عبر اتصالات Enron، حيث انخفضت أسهم Enron من 80 دولارًا للسهم في منتصف فبراير 2001 إلى أقل من 60 دولارًا في الأسبوع التالي للصفقة قتل، تم قتله. أضاف فرع الشركة الذي قال جيفري سكيلينج «أنه سيضيف في النهاية 40 مليار دولار إلى قيمة أسهم إنرون» فقط حوالي 408 ملايين دولار من العائدات لشركة إنرون في عام 2001، مع إغلاق ذراع النطاق العريض للشركة بعد فترة وجيزة من تقرير أرباحها الهزيل للربع الثاني في يوليو 2001 .
بعد إفلاس شركة إنرون، تم بيع مقتنيات الاتصالات مقابل «بنسات على الدولار». في عام 2002، اشترى Rob Roy من Switch Communications منشأة Enron's Nevada في مزاد حضره Roy فقط. كانت «خطط الألياف الضوئية لشركة إنرون سرية للغاية لدرجة أن قلة من الناس كانوا على علم بالمزاد». تم بيع المنشأة مقابل 930 ألف دولار فقط. بعد البيع، توسعت Switch لتتحكم في «أكبر مركز بيانات في العالم».

#### التوسع في الخارج
بدأت إنرون، التي رأت الاستقرار بعد الاندماج، تبحث في الخارج عن فرص جديدة محتملة للطاقة في عام 1991. كانت أول فرصة من هذا القبيل لشركة إنرون هي محطة لتوليد الطاقة بالغاز الطبيعي تستخدم التوليد المشترك للطاقة التي بنتها الشركة في تيسايد بالمملكة المتحدة. كانت محطة الطاقة كبيرة جدًا بحيث يمكنها إنتاج ما يصل إلى 3٪ من الطلب على الكهرباء في المملكة المتحدة بسعة تزيد عن 1875 ميجاوات. رؤية النجاح في إنجلترا، قامت الشركة بتطوير وتنويع أصولها في جميع أنحاء العالم تحت اسم Enron International (EI)، برئاسة المدير التنفيذي السابق لشركة HNG Rebecca Mark . بحلول عام 1994، تضمنت محفظة EI أصولًا في الفلبين وأستراليا وغواتيمالا وألمانيا وفرنسا والهند والأرجنتين ومنطقة البحر الكاريبي والصين وإنجلترا وكولومبيا وتركيا وبوليفيا والبرازيل وإندونيسيا والنرويج وبولندا واليابان. أصبح القسم نصيبًا كبيرًا من أرباح Enron، حيث ساهم بنسبة 25 ٪ من الأرباح في عام 1996. يعتقد Mark و EI أن صناعة المياه كانت السوق التالي الذي يتم تحريره من قبل السلطات ورؤية الإمكانات والبحث عن طرق لدخول السوق، على غرار PGE.
في عام 1998، استحوذت شركة Enron International على Wessex Water مقابل 2.88 مليار دولار. أصبحت Wessex Water الأصل الأساسي لشركة جديدة، Azurix، التي توسعت لتشمل شركات المياه الأخرى. بعد الاكتتاب العام الأولي الواعد لشركة Azurix في يونيو 1999، قامت شركة Enron «بامتصاص أكثر من مليار دولار نقدًا أثناء تحميلها بالديون»، وفقًا لـ Bethany McLean و Peter Elkind، مؤلفا The Smartest Guys in the Room: The Amazing Rise and Scandalous Fall of Enron . :250 بالإضافة إلى ذلك، طلب منظمو المياه البريطانيون من Wessex خفض أسعاره بنسبة 12٪ بدءًا من أبريل 2000، وكان مطلوبًا تحديث البنية التحتية القديمة للمرافق، والتي تقدر تكلفتها بأكثر من مليار دولار. :255 بحلول نهاية عام 2000، كان لدى Azurix أرباح تشغيلية تقل عن 100 مليون دولار وكانت ديونها ملياري دولار. :257 في أغسطس 2000، بعد هبوط سهم Azurix بعد تقرير أرباحه،  :257 استقال :257 Mark من Azurix و Enron. تم بيع أصول Azurix، بما في ذلك Wessex، في النهاية بواسطة Enron.

### الحسابات المالية المضللة
في عام 1990، قام جيفري سكيلنج، الرئيس التنفيذي للعمليات في إنرون، بتعيين أندرو فاستو، الذي كان على دراية جيدة بسوق الطاقة المزدهر غير المنظم الذي أراد سكيلنج استغلاله.[بحاجة لمصدر] في عام 1993، بدأت فاستو في إنشاء العديد من الكيانات ذات المسؤولية المحدودة ذات الأغراض الخاصة، وهي ممارسة تجارية شائعة في صناعة الطاقة. ومع ذلك، سمح هذا أيضًا لشركة Enron بتحويل بعض التزاماتها بحيث لا تظهر في حساباتها، مما سمح لها بالحفاظ على سعر سهم قوي ومتزايد بشكل عام وبالتالي الحفاظ على تصنيفها الائتماني الحرج.
شاركت إنرون في الأصل في نقل وتوزيع الكهرباء والغاز الطبيعي في جميع أنحاء الولايات المتحدة. قامت الشركة بتطوير وبناء وتشغيل محطات الطاقة وخطوط الأنابيب أثناء التعامل مع قواعد القانون والبنى التحتية الأخرى في جميع أنحاء العالم.[بحاجة لمصدر] تمتلك إنرون شبكة كبيرة من خطوط أنابيب الغاز الطبيعي، والتي امتدت من الساحل إلى الساحل ومن الحدود إلى الحدود بما في ذلك شركة Northern Natural Gas وFlorida Gas Transmission وTranswestern Pipeline Company وشراكة في خط أنابيب الحدود الشمالية من كندا.[بحاجة لمصدر] كانت ولايات كاليفورنيا ونيو هامبشاير ورود آيلاند قد أقرت بالفعل قوانين تحرير السلطة بحلول يوليو 1996، وهو وقت اقتراح إنرون للاستحواذ على شركة بورتلاند جنرال إلكتريك. خلال عام 1998، بدأت إنرون عملياتها في قطاع المياه، وأنشأت شركة Azurix، والتي طرحت جزئيًا في بورصة نيويورك خلال يونيو 1999. فشلت Azurix في النجاح في سوق مرافق المياه، وكان أحد امتيازاتها الرئيسية، في بوينس آيرس، خاسرًا للمال على نطاق واسع.
نمت شركة Enron ثرية بسبب التسويق وتعزيز القوة وارتفاع سعر سهمها.[بحاجة لمصدر] تم تسمية إنرون «الشركة الأمريكية الأكثر ابتكارًا» من قبل مجلة فورتشن لمدة ست سنوات متتالية، من عام 1996 إلى عام 2001. وكان على «أفضل 100 شركة للعمل لفي أمريكا» فورتشن ' القائمة خلال عام 2000، وكان المكاتب التي كانت مذهلة في البذخ بهم. أشاد الكثيرون، بما في ذلك العمالة والقوى العاملة، بشركة إنرون باعتبارها شركة كبيرة بشكل عام، وأشادوا بمعاشاتها التقاعدية الكبيرة طويلة الأجل، ومزايا موظفيها، وإدارتها الفعالة للغاية حتى تعرض الشركة للاحتيال. كان أول محلل يطرح تساؤلات حول قصة نجاح الشركة هو دانييل سكوتو، خبير سوق الطاقة في BNP Paribas، الذي أصدر مذكرة في أغسطس 2001 بعنوان Enron: كل شيء متوتر ولا مكان للذهاب إليه، مما شجع المستثمرين على بيع أسهم Enron، على الرغم من أنه فقط قام بتغيير توصيته بشأن السهم من «شراء» إلى «محايد».
كما تم اكتشافه لاحقًا، تم تضخيم العديد من أصول وأرباح إنرون المسجلة أو حتى أنها احتيالية تمامًا وغير موجودة. أحد الأمثلة على السجلات الاحتيالية كان خلال عام 1999 عندما وعدت إنرون بسداد استثمار ميريل لينش مع الفائدة من أجل إظهار ربح في دفاترها. تم وضع الديون والخسائر في كيانات تم تشكيلها «في الخارج» لم يتم تضمينها في البيانات المالية للشركة، وتم استخدام معاملات مالية معقدة وغامضة أخرى بين إنرون والشركات ذات الصلة لإزالة الكيانات غير المربحة من دفاتر الشركة.[بحاجة لمصدر]
تم شراء أصول الشركة الأكثر قيمة وأكبر مصدر دخل صادق، وهي شركة الغاز الطبيعي الشمالية التي تعود إلى حقبة الثلاثينيات، من قبل مجموعة من مستثمري أوماها، الذين نقلوا مقرها إلى أوماها؛ وهي الآن وحدة من شركة Berkshire Hathaway Energy التابعة لوارن بافيت. تم تأسيس NNG كضمان بمبلغ 2.5 دولار مليار رأس مال ضخته شركة Dynegy عندما كان Dynegy يخطط لشراء Enron. عندما فحصت شركة Dynegy السجلات المالية لشركة Enron بعناية، فقد تبرأوا من الصفقة وطردوا رئيسهم التنفيذي، Chuck Watson. كان الرئيس والمدير التنفيذي الجديد، الراحل دانيال دينستبير، رئيسًا لشركة NNG ومديرًا تنفيذيًا لشركة Enron في وقت من الأوقات وأجبر كين لاي على تركه.  كان دينستبير أحد معارف وارن بافيت. لا تزال NNG مربحة الآن. 

## فضائح المحاسبة 2001
في عام 2001، بعد سلسلة من الاكتشافات التي تنطوي على إجراءات محاسبية غير نظامية تم ارتكابها خلال التسعينيات من القرن الماضي والتي شملت إنرون ومدقق حساباتها آرثر أندرسن والتي كانت تحد من الاحتيال، تقدمت إنرون بأكبر إفلاس بموجب الفصل الحادي عشر في التاريخ (منذ ذلك الحين تم تجاوزها من قبل شركة Worldcom خلال عام 2002 وLehman الأخوة خلال عام 2008)، مما أدى إلى خسائر في المساهمين بلغت 11 مليار دولار.

سعر سهم إنرون من أغسطس 2000 إلى يناير 2002

مع تقدم الفضيحة، انخفضت أسعار أسهم إنرون من 90.56 دولارًا أمريكيًا خلال صيف عام 2000، إلى بنسات قليلة فقط. كانت إنرون تعتبر استثمارًا في الأسهم الممتازة، لذلك كان هذا حدثًا غير مسبوق في عالم المال. حدث زوال إنرون بعد الكشف عن أن الكثير من أرباحها وعائداتها كانت نتيجة صفقات مع كيانات ذات أغراض خاصة (شراكات محدودة كانت تسيطر عليها). وهذا يعني أن العديد من ديون إنرون والخسائر التي تكبدتها لم يتم الإبلاغ عنها في بياناتها المالية.
تقدمت إنرون بطلب إفلاسها في 2 ديسمبر 2001. بالإضافة إلى ذلك، تسببت الفضيحة في حل شركة Arthur Andersen، التي كانت في ذلك الوقت واحدة من «الخمسة الكبار» - أكبر شركات المحاسبة في العالم. تم العثور على الشركة مذنبة لعرقلة العدالة خلال عام 2002 لإتلاف الوثائق المتعلقة تدقيق Enron. نظرًا لعدم السماح لهيئة الأوراق المالية والبورصات بقبول عمليات التدقيق من المجرمين المدانين، فقد اضطر أندرسن إلى التوقف عن تدقيق الشركات العامة. على الرغم من أن المحكمة العليا رفضت الإدانة في عام 2005، إلا أن الضرر الذي لحق باسم أندرسن منعه من الانتعاش كعمل تجاري قابل للاستمرار حتى على نطاق محدود. كما أن حكم المحكمة لم يكن مريحًا للآلاف من موظفي أندرسن العاطلين عن العمل الآن.
سحبت شركة إنرون أيضًا صفقة حقوق التسمية مع نادي هيوستن أستروس للبيسبول لربط اسمها بملعبها الجديد، والذي كان يُعرف سابقًا باسم إنرون فيلد (الآن مينيت ميد بارك).

### الممارسات المحاسبية
استخدمت إنرون مجموعة متنوعة من الممارسات والأساليب المحاسبية الخادعة والمربكة والاحتيالية لتغطية احتيالها في الإبلاغ عن المعلومات المالية لشركة إنرون. تم إنشاء الكيانات ذات الأغراض الخاصة لإخفاء الالتزامات الكبيرة من البيانات المالية لشركة إنرون. جعلت هذه الكيانات إنرون تبدو أكثر ربحية مما كانت عليه في الواقع، وخلقت دوامة خطيرة، حيث يتعين على مسؤولي الشركات، كل ربع سنة، أداء المزيد والمزيد من الخداع المالي لخلق وهم بأرباح مليارات الدولارات بينما كانت الشركة تخسر بالفعل مال. أدت هذه الممارسة إلى زيادة أسعار أسهمهم إلى مستويات جديدة، وعند هذه النقطة بدأ المديرون التنفيذيون العمل على معلومات داخلية وتداولوا ما قيمته ملايين الدولارات من أسهم إنرون. كان المسؤولون التنفيذيون والمطلعون في إنرون على علم بالحسابات الخارجية التي كانت تخفي خسائر للشركة ؛ لكن المستثمرين لم يفعلوا ذلك. قام المدير المالي أندرو فاستو بتوجيه الفريق الذي أنشأ الشركات خارج الدفاتر، وتلاعب بالصفقات لتزويد نفسه وعائلته وأصدقائه بإيرادات مضمونة بمئات الملايين من الدولارات، على حساب الشركة التي عمل بها وحملة أسهمها.

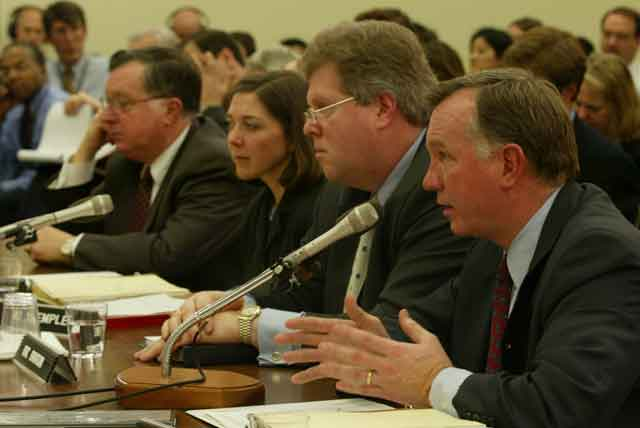
شهود آرثر أندرسن

خلال عام 1999، أطلقت إنرون EnronOnline، وهي عملية تجارية قائمة على الإنترنت، والتي كانت تستخدمها كل شركة طاقة تقريبًا في الولايات المتحدة. من خلال الترويج لاستراتيجية الاستثمار القوية للشركة، ساعد رئيس شركة Enron ومديرها التشغيلي Jeffrey Skilling في جعل Enron أكبر تاجر جملة للغاز والكهرباء، حيث تم تداول أكثر من 27 دولارًا مليار لكل ربع. ومع ذلك، كان لا بد من قبول المطالبات المالية للشركة في ظاهرها. في إطار Skilling، تبنت إنرون محاسبة السوق، والتي تم فيها جدولة الأرباح المستقبلية المتوقعة من أي صفقة كما لو كانت حقيقية حاليًا. وبالتالي، يمكن أن تسجل إنرون مكاسب مما قد يتحول بمرور الوقت إلى خسائر، حيث أصبحت الصحة المالية للشركة ثانوية للتلاعب بسعر سهمها في وول ستريت خلال ما يسمى بطفرة التكنولوجيا. ولكن عندما يقاس نجاح الشركة ببيانات مالية غير موثقة، فإن الميزانيات العمومية الفعلية تكون غير ملائمة. في الواقع، غالبًا ما كانت تصرفات إنرون عديمة الضمير مقامرة للحفاظ على استمرار الخداع وبالتالي زيادة سعر السهم. كان السعر المتقدم يعني استمرار ضخ رأس مال المستثمر الذي تدعمه إنرون المثقلة بالديون إلى حد كبير (يشبه إلى حد كبير «الهرم» المالي أو «مخطط بونزي»). في محاولة للحفاظ على هذا الوهم، هاجم سكيلنج شفهيًا محلل وول ستريت ريتشارد جروبمان،  الذي شكك في ممارسة المحاسبة غير العادية لشركة إنرون خلال مكالمة هاتفية مسجلة عبر الهاتف. عندما اشتكى Grubman من أن Enron كانت الشركة الوحيدة التي لم تتمكن من إصدار ميزانية عمومية مع بيانات أرباحها، أجاب Skilling، «حسنًا، شكرًا جزيلاً لك، نحن نقدر ذلك ... الأحمق.» على الرغم من أن التعليق قوبل بالفزع والدهشة من قبل الصحافة والجمهور، فقد أصبح مزحة داخلية بين العديد من موظفي Enron، حيث يسخرون من Grubman بسبب تدخله المتصور بدلاً من هجوم Skilling.

### ما بعد الإفلاس
خططت إنرون في البداية للاحتفاظ بشركات خطوط الأنابيب المحلية الثلاث وكذلك معظم أصولها الخارجية. ومع ذلك، قبل الخروج من الإفلاس، باعت إنرون شركات خطوط الأنابيب المحلية الخاصة بها باسم CrossCountry Energy مقابل 2.45 مليار دولار  ثم باعت أصولًا أخرى لشركة Vulcan Capital Management .
باعت إنرون أعمالها الأخيرة، بريزما إنيرجي، خلال عام 2006، تاركة إنرون بلا أصول. خلال أوائل عام 2007، تم تغيير اسمها إلى Enron Creditors Recovery Corporation. هدفها هو سداد الدائنين الباقين لشركة إنرون القديمة وإنهاء شؤون إنرون.
لا يزال Azurix، الجزء السابق لمرافق المياه في الشركة، مملوكًا لشركة Enron، على الرغم من أنه ليس موجودًا حاليًا. وهي متورطة في عدة دعاوى قضائية ضد حكومة الأرجنتين تطالب بتعويضات تتعلق بإهمال وفساد الإدارة المحلية أثناء إدارتها لامتياز المياه في بوينس آيرس خلال عام 1999، مما أدى إلى مبالغ كبيرة من الديون (حوالي 620 دولارًا أمريكيًا) مليون) والانهيار النهائي للفرع.
بعد فترة وجيزة من الخروج من الإفلاس خلال نوفمبر 2004، رفع مجلس إدارة إنرون الجديد دعوى قضائية ضد 11 مؤسسة مالية لمساعدة Lay و Fastow و Skilling وغيرها على إخفاء الوضع المالي الحقيقي لشركة Enron. أُطلق على الإجراءات اسم «دعوى الدعاوى الكبرى». وكان من بين المتهمين رويال بنك أوف سكوتلاند ودويتشه بنك وسيتي جروب. اعتبارًا من 2008 ، استقرت إنرون مع جميع المؤسسات، وتنتهي مع سيتي جروب. تمكنت إنرون من الحصول على ما يقرب من 7.2 مليار دولار لتوزيعها على دائنيها نتيجة لدعاوى التقاضي الضخمة. اعتبارًا من ديسمبر 2009، كان لا يزال يتم توزيع بعض المطالبات والمدفوعات العملية.
ظهرت Enron منذ إفلاسها في الثقافة الشعبية، بما في ذلك في حلقات The Simpsons That '90s Show (تشتري Homer أسهم Enron بينما تختار Marge الاحتفاظ بأسهم Microsoft الخاصة بها) وSpecial Edna، التي تتميز بمشهد لمدينة ملاهي مستوحاة من Enron اركب. عرض فيلم Bee Movie لعام 2007 أيضًا إشارة مزحة إلى شركة محاكاة ساخرة لشركة Enron تسمى "Honron" (مسرحية على الكلمتين Honey و Enron). أظهر كتاب 2017 Bittersweet Symphony للكاتبة Rebecca McNutt الشخصية الرئيسية بيلي كين التي تناقش Enron بينما لاحظت، «في الدمار هناك فرصة، كما تعلم.» يذكر الكتاب أيضًا بشكل عابر أن جيه كليفورد باكستر، المدير التنفيذي المتوفى لشركة إنرون، «حاول تقديم شكوى، وحاول التعايش معها، وحاول فعل الشيء الصحيح ولكن لم يسمعه أحد. .». الفيلم الوثائقي 2003 The Corporation أشارت بشكل متكرر إلى Enron بعد الإفلاس، واصفة الشركة بأنها «تفاحة سيئة».

## فضيحة التداول من الداخل

### ذروة وانخفاض سعر السهم
خلال أغسطس 2000، بلغ سعر سهم إنرون أعلى قيمته البالغة 90.56 دولارًا. في هذا الوقت، بدأ المسؤولون التنفيذيون في إنرون، الذين كانت لديهم معلومات داخلية عن الخسائر الخفية، في بيع أسهمهم. في الوقت نفسه، طُلب من عامة الناس ومستثمري إنرون شراء السهم. أخبر التنفيذيون المستثمرين أن السهم سيستمر في الزيادة حتى يصل إلى النطاق المحتمل من 130 دولارًا إلى 140 دولارًا، مع تفريغ أسهمهم سراً.
عندما باع التنفيذيون أسهمهم، بدأ السعر في الانخفاض. تم إخبار المستثمرين بمواصلة شراء الأسهم أو الثبات إذا كانوا يمتلكون بالفعل شركة Enron لأن سعر السهم سوف ينتعش في المستقبل القريب. كانت إستراتيجية كينيث لاي للاستجابة لمشاكل إنرون المستمرة هي سلوكه. كما فعل عدة مرات، كان لاي يصدر بيانًا أو يظهر لتهدئة المستثمرين ويؤكد لهم أن إنرون تعمل بشكل جيد. في مارس 2001، ظهر مقال بقلم بيثاني ماكلين في مجلة Fortune يشير إلى أن لا أحد يفهم كيف تجني الشركة المال ويتساءل عما إذا كانت قيمة أسهم إنرون مبالغ فيها.
بحلول 15 أغسطس 2001، انخفض سعر سهم إنرون إلى 42 دولارًا. لا يزال العديد من المستثمرين يثقون في Lay ويعتقدون أن Enron ستحكم السوق. استمروا في شراء أو الاحتفاظ بأسهمهم مع انخفاض قيمة الأسهم. مع نهاية أكتوبر، انخفض السهم إلى 15 دولارًا. اعتبر الكثيرون أن هذه فرصة عظيمة لشراء أسهم إنرون بسبب ما كان لاي يخبرهم به في وسائل الإعلام.
تم اتهام لاي ببيع ما قيمته أكثر من 70 مليون دولار من الأسهم في هذا الوقت، والذي استخدمه لسداد السلف النقدية على خطوط الائتمان. باع 29 مليون دولار أخرى من الأسهم في السوق المفتوحة. كما اتُهمت زوجة لاي، ليندا، ببيع 500 ألف سهم من أسهم إنرون بقيمة 1.2 دولار مليون في 28 نوفمبر 2001. الأموال المكتسبة من هذا البيع لم تذهب إلى الأسرة بل إلى المنظمات الخيرية، التي تلقت بالفعل تعهدات بالمساهمات من المؤسسة. تظهر السجلات أن السيدة. قدم لاي أمر البيع في وقت ما بين الساعة 10:00 والساعة 10:20 صباحا. أصبحت أخبار مشاكل إنرون، بما في ذلك خسائر بملايين الدولارات أخفوها، للجمهور حوالي الساعة 10:30 صباح ذلك اليوم، وسرعان ما انخفض سعر السهم إلى أقل من دولار واحد.
تم اتهام المدير التنفيذي السابق لشركة إنرون، بولا ريكر، بالتجارة الإجرامية من الداخل وحكم عليها بالسجن لمدة عامين تحت المراقبة. وحصل ريكر على 18.380 سهمًا في إنرون مقابل 15.51 دولارًا للسهم. باعت هذا السهم مقابل 49.77 دولارًا للسهم خلال يوليو 2001، قبل أسبوع من إخبار الجمهور بما تعرفه بالفعل عن 102 دولارًا مليون خسارة. في عام 2002، بعد السقوط المضطرب لمراجع الحسابات الخارجي لشركة إنرون والمستشار الإداري، أندرسن إل إل بي، مدير أندرسن السابق، صاغ جون إم كننغهام عبارة «لقد تم تعييننا جميعًا».
أدت التداعيات إلى إدانة كل من Lay و Skilling بتهمة التآمر والاحتيال والتداول من الداخل. توفي Lay قبل صدور الحكم، وحُكم على Skilling لمدة 24 عامًا و 4 أشهر وغرامة قدرها 45 مليون دولار (تم تخفيضها لاحقًا). حُكم على فاستو بالسجن ست سنوات، واستقر لو باي خارج المحكمة بمبلغ 31.5 مليون دولار.

## تحرير كاليفورنيا وأزمة الطاقة اللاحقة
خلال أكتوبر 2000، قام دانيال سكوتو، أشهر محللي المرافق في وول ستريت، بتعليق تصنيفاته على جميع شركات الطاقة التي تمارس الأعمال التجارية في كاليفورنيا بسبب احتمال أن الشركات لن تحصل على تعويض كامل ومناسب عن حسابات الطاقة المؤجلة المستخدمة كأساس لخطة تحرير كاليفورنيا التي تم تفعيلها في أواخر التسعينيات. بعد خمسة أشهر، أُجبرت شركة باسيفيك للغاز والكهرباء (PG&E) على الإفلاس. نجح السناتور الجمهوري فيل جرام، زوج عضو مجلس إدارة إنرون ويندي جرام وثاني أكبر متلقي لمساهمات الحملة من إنرون،  في تشريع تحرير تجارة سلع الطاقة في كاليفورنيا. على الرغم من تحذيرات مجموعات المستهلكين البارزة التي ذكرت أن هذا القانون سيعطي لتجار الطاقة تأثيرًا كبيرًا على أسعار سلع الطاقة، تم تمرير التشريع خلال ديسمبر 2000.
كما ذكرت دورية Public Citizen، «بسبب مزاد الطاقة الجديد غير المنظم لشركة Enron، تضاعفت عائدات» خدمات الجملة «للشركة أربع مرات - من 12 دولارًا مليار دولار في الربع الأول من عام 2000 إلى 48.4 دولار مليار في الربع الأول من عام 2001.» 
بعد إقرار قانون إلغاء اللوائح التنظيمية، كان لدى كاليفورنيا إجمالي 38 حالة انقطاع التيار الكهربائي من المرحلة 3، حتى تدخل المنظمون الفيدراليون خلال يونيو 2001. حدث انقطاع التيار الكهربائي هذا نتيجة لسوء تصميم نظام السوق الذي تم التلاعب به من قبل التجار والمسوقين، وكذلك نتيجة سوء إدارة الدولة والرقابة التنظيمية. بعد ذلك، تم الكشف عن تجار إنرون على أنهم يشجعون عمداً إزالة الطاقة من السوق خلال أزمة الطاقة في كاليفورنيا من خلال تشجيع الموردين على إغلاق المصانع لإجراء صيانة غير ضرورية، كما هو موثق في التسجيلات التي تم إجراؤها في ذلك الوقت. ساهمت هذه الأعمال في الحاجة إلى انقطاع التيار الكهربائي، مما أثر سلبًا على العديد من الشركات التي تعتمد على مصدر موثوق للكهرباء، وأثار إزعاجًا لعدد كبير من عملاء التجزئة. أدى هذا العرض المتناثر إلى زيادة السعر، وبالتالي تمكن متداولو إنرون من بيع الطاقة بأسعار مميزة، تصل أحيانًا إلى 20 ضعف قيمة الذروة العادية.

## الإدارة السابقة وحوكمة الشركات
| قيادة الشركات والإدارة المركزية |
| --- |
| - كينيث لاي: رئيس مجلس الإدارة والرئيس التنفيذي - جيفري سكيلينج: الرئيس والمدير التنفيذي للعمليات والرئيس التنفيذي (فبراير-أغسطس 2001) - أندرو فاستو: المدير المالي - ريتشارد كوزي: رئيس قسم المحاسبة - ريبيكا مارك: الرئيس التنفيذي لشركة إنرون إنترناشونال و Azurix - لو باي: الرئيس التنفيذي لشركة إنرون إنرجي سيرفيس - فورست هوغلوند: الرئيس التنفيذي لشركة إنرون للنفط والغاز - دينيس أولاك: رئيس شركة Enron Oil and Gas International - جيفري شيريك: رئيس شركة Enron Global Exploration & Production Inc. - ريتشارد غالاغر: رئيس مجموعة إنرون العالمية للبيع بالجملة - كينيث "كين" رايس: الرئيس التنفيذي لشركة إنرون هولسيل وإنرون برودباند سيرفيس - كليفورد باكستر: الرئيس التنفيذي لشركة إنرون أمريكا الشمالية - شيرون واتكينز: رئيس شركة إنرون جلوبال فاينانس - جيم ديريك: المستشار العام لشركة إنرون - مارك كونيغ: رئيس علاقات المستثمرين في إنرون - جوان فولي: رئيس قسم الموارد البشرية في إنرون - ريتشارد كيندر: الرئيس ومدير العمليات بشركة إنرون (1990- ديسمبر 1996)؛ - جريج والي: الرئيس ومدير العمليات بشركة إنرون (أغسطس 2001- الإفلاس) - جيف مكماهون: المدير المالي لشركة إنرون (أكتوبر 2001 - الإفلاس) |

| مجلس إدارة شركة إنرون |
| --- |
| - كينيث لاي: رئيس مجلس الإدارة - روبرت أ بلفر - نورمان بليك جونيور - روني سي تشان - جون هـ. دنكان - ويندي إل جرام - كين إل هاريسون - روبرت ك.جاديك - تشارلز أ.لميستر - جون مندلسون - جيروم جيه ماير - ريتشارد ك.غالاجر - باولو ف. فيراز بيريرا - فرانك سافاج: - جون أوركهارت: - جون ويكهام: - هربرت س.وينكور جونيور |

## منتجات
تداولت إنرون في أكثر من 30 منتجًا مختلفًا، بما في ذلك ما يلي:
- المنتجات المتداولة على EnronOnline
  - البتروكيماويات
  - بلاستيك
  - قوة
  - اللب والورق
  - صلب
  - إدارة مخاطر الطقس
- نقل النفط والغاز الطبيعي المسال
- موجة عريضة
- الاستثمارات الرئيسية
- إدارة المخاطر للسلع
- الشحن / الشحن
- وسائل الأعلام التي تبث عبر الشبكة العنكبوتية
- المياه ومياه الصرف الصحي

كانت أيضًا تتاجر بمجال واسع النطاق في العقود الآجلة، بما في ذلك السكر والقهوة والحبوب والخنازير وعقود اللحوم الآجلة الأخرى. في وقت تقديم ملف إفلاسها خلال ديسمبر 2001، كانت إنرون مقسمة إلى سبع وحدات أعمال متميزة.

### خدمات السوق عبر الإنترنت
- EnronOnline (منصة تداول السلع).
- ClickPaper (منصة المعاملات لمنتجات اللب والورق والأخشاب).
- EnronCredit (أول قسم ائتمان عالمي عبر الإنترنت يقدم أسعار ائتمان مباشرة وتمكين عملاء الأعمال التجارية من التحوط من التعرض للائتمان على الفور عبر الإنترنت).
- ePowerOnline (واجهة العميل لخدمات Enron Broadband).
- إنرون دايركت (بيع عقود الغاز والكهرباء بسعر ثابت ؛ أوروبا فقط).
- EnergyDesk (تجارة المشتقات المتعلقة بالطاقة ؛ أوروبا فقط).
- NewPowerCompany (تجارة الطاقة عبر الإنترنت، مشروع مشترك مع IBM وAOL).
- Enron Weather (مشتقات الطقس).
- DealBench (خدمات الأعمال عبر الإنترنت).
- Water2Water (تخزين المياه وتوريدها وتجارة ائتمانات الجودة).
- HotTap (واجهة العميل لشركات خطوط أنابيب الغاز الأمريكية التابعة لشركة Enron).
- Enromarkt (نظام التسعير والمعلومات بين الشركات والمؤسسات التجارية ؛ ألمانيا فقط).

### خدمات النطاق العريض
- شبكة إنرون الذكية (توصيل محتوى النطاق العريض).
- خدمات Enron Media (خدمات إدارة المخاطر لشركات المحتوى الإعلامي).
- حلول النطاق الترددي القابلة للتخصيص (تجارة النطاق الترددي ومنتجات الألياف).
- تطبيقات بث الوسائط (تطبيقات البث المباشر أو حسب الطلب عبر الإنترنت).

### خدمات الطاقة والسلع
- إنرون باور (بيع الكهرباء بالجملة).
- إنرون للغاز الطبيعي (بيع الغاز الطبيعي بالجملة).
- Enron Clean Fuels (بيع الوقود الحيوي بالجملة).
- Enron Pulp and Paper، Packaging، and Lumber (مشتقات إدارة المخاطر لصناعة منتجات الغابات).
- إنرون للفحم والانبعاثات (بيع الفحم بالجملة وتجارة تعويضات ثاني أكسيد الكربون).
- Enron Plastics and Petrochemicals (إدارة مخاطر الأسعار للبوليمرات والأوليفينات والميثانول والمواد العطرية وسوائل الغاز الطبيعي).
- إدارة مخاطر الطقس في إنرون (مشتقات الطقس).
- Enron Steel (عقود المقايضة المالية والتسعير الفوري لصناعة الصلب).
- النفط الخام والمنتجات النفطية من إنرون (التحوط النفطي).
- خدمات إنرون لطاقة الرياح (تصنيع توربينات الرياح وتشغيل مزارع الرياح).
- MG Plc. (تاجر المعادن في المملكة المتحدة).
- إنرون لخدمات الطاقة (بيع الخدمات للمستخدمين النهائيين الصناعيين).
- Enron International (تشغيل جميع الأصول الخارجية).

### خدمات رأس المال وإدارة المخاطر

#### خدمات التعهيد التجارية والصناعية
- إدارة السلع.
- إدارة أصول الطاقة.
- إدارة معلومات الطاقة.
- إدارة المرافق.
- إدارة رأس المال.
- شركة Azurix (مرافق المياه والبنية التحتية).

#### خدمات تطوير وإدارة المشاريع
- تطوير البنية التحتية للطاقة (تطوير وتمويل وتشغيل محطات الطاقة والمشاريع ذات الصلة).
- شركة إنرون العالمية للاستكشاف والإنتاج (التطوير الدولي للنفط والغاز الطبيعي).
- Elektro Electricidade e Servicos SA (مرفق الكهرباء البرازيلي).
- خط أنابيب الحدود الشمالية.
- هيوستن بايبلاين .
- خط الأنابيب عبر الغرب.
- فلوريدا لنقل الغاز.
- شركة الشمال للغاز الطبيعي .
- تخزين الغاز الطبيعي.
- خدمات الضغط.
- معالجة الغاز ومعالجته.
- خدمات الهندسة والمشتريات والبناء.
- EOTT Energy Inc. (نقل النفط).

صنعت إنرون صمامات الغاز، وقواطع الدائرة، وأجهزة الترموستات، والمعدات الكهربائية في فنزويلا عن طريق INSELA SA، وهي مشروع مشترك 50-50 مع جنرال إلكتريك. تمتلك إنرون ثلاث شركات لمنتجات الورق ولب الورق: Garden State Paper، مصنع ورق الصحف ؛ وكذلك Papiers Stadacona و St. Aurelie Timberlands. تمتلك إنرون حصة مسيطرة في شركة مارينر إنرجي للتنقيب عن البترول ومقرها لويزيانا.

### إنرون أونلاين EnronOnline
افتتحت إنرون EnronOnline، وهي منصة تداول إلكترونية لسلع الطاقة، في 29 نوفمبر 1999. تم تصميمه من قبل فريق European Gas Trading التابع للشركة، وكان أول نظام معاملات على شبكة الإنترنت يسمح للمشترين والبائعين بشراء وبيع وتداول منتجات السلع على مستوى العالم. سمح للمستخدمين بالقيام بأعمال تجارية فقط مع Enron. سمح الموقع لشركة إنرون بالتعامل مع المشاركين في أسواق الطاقة العالمية. كانت السلع الرئيسية المعروضة على EnronOnline هي الغاز الطبيعي والكهرباء، على الرغم من وجود 500 منتج آخر بما في ذلك مشتقات الائتمان، ومقايضات الإفلاس، ولب الورق، والغاز، والبلاستيك، والورق، والصلب، والمعادن، والشحن، والوقت التجاري التلفزيوني. في الحد الأقصى، تم التعامل مع أكثر من 6 مليارات دولار من السلع عن طريق EnronOnline كل يوم، لكن المتخصصين تساءلوا عن كيفية قيام Enron بالإبلاغ عن التداولات وحساب أرباحها، قائلين إن نفس المحاسبة الاحتيالية التي كانت منتشرة في عمليات Enron الأخرى ربما تم استخدامها في تجارة.

### انرون الدولية
كانت Enron International (EI) هي شركة Enron لتطوير الأصول بالجملة وإدارة الأصول. كان تركيزها الأساسي هو تطوير وبناء محطات توليد الطاقة بالغاز الطبيعي خارج أمريكا الشمالية. كانت شركة Enron Engineering and Construction Company (EECC) شركة فرعية مملوكة بالكامل لشركة Enron International، وقد قامت ببناء جميع محطات الطاقة التابعة لشركة Enron International تقريبًا. على عكس وحدات الأعمال الأخرى في إنرون، كان لدى إنرون إنترناشونال تدفق نقدي قوي في ملف الإفلاس.[بحاجة لمصدر] تألفت Enron International من جميع مشاريع الطاقة الأجنبية التابعة لشركة Enron، بما في ذلك تلك الموجودة في أوروبا.
كانت محطة Teesside التابعة للشركة واحدة من أكبر محطات الطاقة التي تعمل بالغاز في العالم، وقد بنتها وتشغيلها شركة Enron منذ عام 1989، وأنتجت 3٪ من احتياجات الطاقة في المملكة المتحدة. تملكها شركة انرون نصف المصنع الأسهم، مع 50 في المائة انقسام بين أربع شركات الكهرباء الإقليمية المتبقية.

#### إدارة
كانت ريبيكا مارك الرئيس التنفيذي لشركة Enron International حتى استقالت لإدارة أعمال المياه التي استحوذت عليها شركة Enron حديثًا، Azurix، خلال عام 1997 كان لمارك دور رئيسي في تطوير مشروع Dabhol في الهند، وهو أكبر مسعى دولي لشركة Enron.

#### المشاريع
قامت شركة Enron International ببناء محطات الطاقة وخطوط الأنابيب في جميع أنحاء العالم. لا يزال بعضها يعمل حاليًا، بما في ذلك مصنع Teesside الضخم في إنجلترا. البعض الآخر، مثل مصنع مركب على بارجة قبالة بويرتو بلاتا في جمهورية الدومينيكان، كلف إنرون أموالًا بسبب الدعاوى القضائية وخسائر الاستثمار.[بحاجة لمصدر] بويرتو بلاتا عبارة عن محطة طاقة محمولة على بارجة بجوار فندق Hotelero del Atlantico . عندما تم تفعيل النبات، هبت الرياح من السخام على وجبات ضيوف الفندق، مما أدى إلى اسوداد طعامهم. كما دفعت الرياح القمامة من الأحياء الفقيرة القريبة إلى نظام امتصاص المياه بالمصنع. لبعض الوقت، كان الحل الوحيد هو توظيف رجال يجدفون ويدفعون القمامة بعيدًا بمجاديفهم.[بحاجة لمصدر] خلال منتصف عام 2000 جمعت الشركة 3.5 دولار تافه مليون دولار من 95 دولار مليون استثمار.[بحاجة لمصدر] كان لدى إنرون أيضًا مشاريع استثمارية أخرى في أوروبا وأمريكا الجنوبية والأرجنتين والبرازيل وبوليفيا وكولومبيا والمكسيك وجامايكا وفنزويلا وعبر منطقة البحر الكاريبي.

#### الهند
حوالي عام 1992، جاء الخبراء الهنود إلى الولايات المتحدة للعثور على مستثمرين في الطاقة للمساعدة في مشاكل نقص الطاقة في الهند.[بحاجة لمصدر] خلال ديسمبر 1993، أنهت إنرون عقد شراء الطاقة لمدة 20 عامًا مع مجلس كهرباء ولاية ماهاراشترا.[بحاجة لمصدر] أتاح العقد لشركة إنرون بناء محطة طاقة ضخمة تبلغ 2015 ميجاوات على جرف بركاني بعيد 100 ميل (160 كـم) جنوب مومباي. سيتم الانتهاء من البناء على مرحلتين، وستشكل إنرون شركة Dabhol Power للمساعدة في إدارة المحطة. كان مشروع الطاقة هو الخطوة الأولى في مبلغ 20 دولارًا مليار دولار للمساعدة في إعادة بناء واستقرار شبكة الطاقة في الهند. ساهم كل من Enron وGE (التي كانت تبيع التوربينات للمشروع) وBechtel (التي كانت تبني المصنع بالفعل) بنسبة 10 ٪ من الأسهم.[بحاجة لمصدر]
خلال عام 1996، عندما لم يعد حزب المؤتمر الهندي في السلطة، قيمت الحكومة الهندية المشروع على أنه مكلف للغاية ورفضت دفع ثمن المصنع وأوقفت البناء.[بحاجة لمصدر] كان مجلس كهرباء ولاية ماهاراشترا (MSEB)، المرفق المحلي المملوك للدولة، مطلوبًا بموجب العقد لمواصلة دفع رسوم صيانة محطة إنرون، حتى لو لم يتم شراء الكهرباء من المحطة. قررت MSEB أنها لا تستطيع شراء الطاقة (بسعر 8 روبية لكل وحدة كيلو وات ساعة) التي تتقاضاها شركة Enron. لم يتمكن مشغل المحطة من العثور على عملاء بديلين للطاقة Dabhol بسبب عدم وجود سوق حرة في الهيكل المنظم للمرافق في الهند.[بحاجة لمصدر] من عام 1996 حتى إفلاس إنرون خلال عام 2001، حاولت الشركة إحياء المشروع وإحياء الاهتمام بحاجة الهند لمحطة الطاقة دون نجاح.

#### مشروع الصيف
خلال صيف عام 2001، حاولت إنرون بيع عدد من أصول شركة إنرون الدولية، والتي لم يتم بيع العديد منها. اعتقد الجمهور ووسائل الإعلام أنه من غير المعروف سبب رغبة إنرون في بيع هذه الأصول، متشككين في ذلك لأن إنرون كانت بحاجة إلى نقود. تم إخبار الموظفين الذين عملوا مع أصول الشركة في عام 2000  أن جيف سكيلينج يعتقد أن الأصول التجارية كانت وسيلة قديمة لقيمة الشركة، وبدلاً من ذلك أراد بناء شركة على أساس «الأصول الفكرية».

### إنرون جلوبال للاستكشاف والإنتاج (EGEP)
شركة إنرون العالمية للاستكشاف والإنتاج (EGEP) كانت شركة تابعة لشركة Enron نشأت من تقسيم الأصول المحلية عبر EOG Resources (المعروفة سابقًا باسم Enron Oil and Gas EOG) والأصول الدولية عبر EGEP (المعروفة سابقًا باسم Enron Oil and Gas Int'l، Ltd EOGIL). من بين أصول EGEP حقلي Panna-Mukta و South Tapti، اللذان تم اكتشافهما من قبل شركة النفط والغاز الطبيعي الهندية المملوكة للدولة (ONGC)، والتي كانت تدير الحقول في البداية. ديسمبر 1994، بدأ مشروع مشترك بين ONGC (40٪)، Enron (30٪) و Reliance (30٪). في منتصف عام 2002، أكملت شركة بريتش غاز (BG) الاستحواذ على حصة EGEP بنسبة 30٪ من حقلي Panna-Mukta و Tapti مقابل 350 مليون دولار، وذلك قبل أشهر قليلة من إعلان شركة Enron إفلاسها.

## جائزة إنرون للخدمة العامة المتميزة
خلال منتصف التسعينيات، أنشأت إنرون منحة لجائزة إنرون للخدمة العامة المتميزة، والتي يمنحها معهد بيكر بجامعة رايس «لتكريم الأفراد البارزين لمساهماتهم في الخدمة العامة». المستلمون هم:
- 1995: كولن باول.[71]
- 1997: ميخائيل جورباتشوف.[72]
- 1999 (مبكرًا): إدوارد شيفرنادزه.[73]
- 1999 (متأخر): نيلسون مانديلا.[74]
- 2001: آلان جرينسبان.[75]

غرينسبان، بسبب منصبه كرئيس لل بنك الاحتياطي الفيدرالي رئيس، لم يكن في الحرية لقبول مكافأة $ 10,000، والنحت $ 15,000، ولا الكأس الكريستال، ولكن قبلت فقط «الشرف» من اختياره مستلم جائزة انرون. كان الوضع أكثر تعقيدًا لأنه قبل بضعة أيام، قدمت إنرون أوراقًا تقر فيها بأنها زورت بيانات مالية لمدة خمس سنوات. لم يذكر جرينسبان إنرون مرة واحدة خلال خطابه. في الحفل، صرح كين لاي، «إنني أتطلع إلى أول امرأة تحصل عليها». في صباح اليوم التالي، ورد في صحيفة هيوستن كرونيكل أنه لم يتم اتخاذ قرار بشأن ما إذا كان سيتم تغيير اسم الجائزة. بعد 19 يومًا من منح الجائزة لجرينسبان، أعلنت إنرون إفلاسها.
خلال أوائل عام 2002، مُنحت إنرون جائزة هارفارد (in) الشهيرة لجائزة Ig Nobel عن «الاستخدام الأكثر إبداعًا للأرقام التخيلية». رفض جميع الأعضاء السابقين في فريق إدارة إنرون قبول الجائزة شخصيًا، على الرغم من عدم إبداء أي سبب في ذلك الوقت.

## تأثير إنرون على السياسة
- تلقى جورج دبليو بوش، الذي كان رئيسًا للولايات المتحدة وقت انهيار شركة إنرون، 312500 دولارًا لحملته و 413800 دولارًا لصندوق الحرب الرئاسي وصندوق تنصيبه.[82]
- التقى ديك تشيني، الذي كان يشغل منصب نائب رئيس الولايات المتحدة وقت انهيار شركة إنرون، بمسؤولين تنفيذيين في إنرون ست مرات لتطوير سياسة طاقة جديدة. رفض إظهار دقائق للكونغرس.[82]
- جون أشكروفت، المدعي العام في ذلك الوقت، تنحى عن نفسه من تحقيق وزارة العدل في شركة إنرون بسبب تلقيه 57499 دولارًا عند الترشح لمقعد في مجلس الشيوخ في عام 2000.
- لورانس ليندسي، المستشار الاقتصادي للبيت الأبيض في ذلك الوقت، حصل على 50000 دولار كمستشار مع إنرون قبل الانتقال إلى البيت الأبيض في عام 2000.[82]
- انتظر كارل روف، كبير مستشاري البيت الأبيض في ذلك الوقت، خمسة أشهر قبل أن يبيع 100 ألف دولار من أسهم إنرون.[82]
- تم اختيار مارك ف. راسيكوت، مرشح رئيس اللجنة الوطنية الجمهورية في ذلك الوقت، من قبل جورج دبليو بوش للعمل كمحام مع شركة Bracewell LLP، وهي شركة ضغط لصالح إنرون.[82][83]

## علاقتها مع السياسة
حسب مجلة التايم فإن لإنرون علاقات مع إدارتي بيل كلينتون وجورج بوش. فقد قامت بإعطاء مبلغ 100000 دولار من أجل تمويل حملة كلينتون الانتخابية الثانية كما قامت بتمويل حملة جورج بوش الابن الأولى بمبلغ 2.3 مليون دولار وهي أكبر مساهمة يمكن أن تقدمها مؤسسة صناعية.

## عن فضيحة إنرون الشهيرة
حسب اللجنة الخاصة للتحقيق التي شكلتها إنرون أن كبار المديرين التنفيذيين وأعضاء مجلس الإدارة كانوا يقدمون أرقاما مبالغا فيها تزيد عن أرباح الشركة الحقيقية بحوالي مليار دولار، وأكد تقرير للجنة أن كبار مسؤولي إنرون قاموا بعمليات مشاركة وهمية ساعدتهم في إخفاء خسائر وديون إنرون الفعلية.
أدى إفلاس الشركة وانهيار أسهمها إلى فصل حوالي خمسة آلاف الموظفين بها، وفقد أصحاب المعاشات وصغار المساهمين مدخراتهم التي استثمروها في أسهم المؤسسة.

## روابط خارجية
- Enron emails and phone calls dataset, archived and searchable online with Threads على موقع واي باك مشين (نسخة محفوظة 2015-06-05) .
- شركة بورتلاند العامة للكهرباء
- شركة الشمال للغاز الطبيعي
- مدونة أخلاقيات إنرون، TheSmokingGun.com
- Enron board records at the Hagley Library at the Library of Congress (نسخة محفوظة 2013-03-06)
- «سقوط إنرون»، ورقة بحثية في HBS
- موقع ويب مكتب التحقيقات الفدرالي
- إنرون على موقع IMDb (الإنجليزية)
- إنرون على موقع الموسوعة البريطانية (الإنجليزية)

### البيانات
- ياهو !: Enron Corp. ملف الشركة
- Enron Creditors Recovery Corp. الملف الشخصي، هوفرز.كوم
- ملف تعريف شركة Enron Creditors Recovery Corp، Google Finance
- التسلسل الزمني لإنرون
- Enron Securities Litigation Web Site على موقع واي باك مشين (نسخة محفوظة 2010-08-18) (يحتوي على أسعار الأسهم التاريخية ENRON من 1997 إلى 2002.)